# Virar
Virar è una città dell'India di 118 945 abitanti, situata nel distretto di Thane, nello stato federato del Maharashtra. In base al numero di abitanti la città rientra nella classe I (da 100 000 persone in su).

## Geografia fisica
La città è situata a 19° 28' 0 N e 72° 47' 60 E e ha un'altitudine di 10 m s.l.m.

## Società

### Evoluzione demografica
Al censimento del 2001 la popolazione di Virar assommava a 118 945 persone, delle quali 63 762 maschi e 55 183 femmine. I bambini di età inferiore o uguale ai sei anni assommavano a 15 199, dei quali 7 934 maschi e 7 265 femmine. Infine, coloro che erano in grado di saper almeno leggere e scrivere erano 92 318, dei quali 51 576 maschi e 40 742 femmine.